# عودي يا ليتل شيبا (فلم)
عودي يا ليتل شيبا (Come Back, Little Sheba) فيلم دراما أمريكي لعام 1952 من إنتاج أفلام باراماونت ومن بطولة برت لانكستر وشيرلي بوث وإخراج دانيال مان، الفيلم مقتبس من مسرحية تحمل نفس العنوان صدرت في عام 1950 للكاتب ويليام إينغ، الفيلم فاز بجائزة الأوسكار لأفضل ممثلة للممثلة شيرلي بوث التي فازت أيضا بجائزة الغولدن غلوب عن دورها في الفيلم، كما ترشح الفيلم لجائزتي أوسكار آخرين هما أفضل ممثلة ثانوية وأفضل توليف، كما شارك الفيلم في مهرجان كان لعام 1953.

## القصة
الدكتور ديلاني (برت لانكستر) رجل متعافي من إدمان الكحول كان طالبا في الطب ولكنه ترك الدراسة ليتوظف ويعيل زوجته الحامل لولا ديلاني التي فقدت طفلهما وفقدت الأمل في إنجاب طفل آخر مما جعلها تلقى كل اهتمامها على جرو اسمه «ليتل شيبا» الذي يضيع منها، ونتيجة لفقدان طفلهما أصبح ديلاني مدمنا على الكحول بشراهة مما يدخله في حالة عصبية ولكنه تعالج وتعافى من إدمان الكحول، في أحد الأيام أتت طالبة فنون اسمها ميري لتؤجر غرفة في بيتهم، فتتغير حياة الزوجان منذ دخول ميري للمنزل.

## الجوائز والترشيحات

### الأوسكار
- فازت شيرلي بوث بجائزة الأوسكار لأفضل ممثلة.
- ترشحت تيري مور لجائزة الأوسكار لأفضل ممثلة مساعدة.
- ترشح وارن لو لجائزة الأوسكار لأفضل توليف.

### الغولدن غلوب
- فازت شيرلي بوث بجائزة أفضل ممثلة في فيلم دراما.
- ترشح الفيلم لجائزة أفضل فيلم دراما.

### جائزة بافتا
- ترشح الفيلم لجائزة أفضل فيلم.
- ترشحت الممثلة شيرلي بوث لجائزة أفضل ممثلة أجنبية.

### مهرجان كان السينمائي
- فاز الفيلم بالجائزة الدولية للفيلم الدرامي.
- فازت الممثلة شيرلي بوث بالتنويه الخاص لأداءها في الفيلم.
- ترشح المخرج دانيال مان للجائزة الكبرى بالمهرجان.

## وصلات خارجية
- عودي يا ليتل شيبا على موقع IMDb (الإنجليزية)
- عودي يا ليتل شيبا على موقع الموسوعة البريطانية (الإنجليزية)
- عودي يا ليتل شيبا على موقع روتن توميتوز (الإنجليزية)
- عودي يا ليتل شيبا على موقع نتفليكس (الإنجليزية)
- عودي يا ليتل شيبا على موقع Turner Classic Movies (الإنجليزية)
- عودي يا ليتل شيبا على موقع أول موفي (الإنجليزية)
- عودي يا ليتل شيبا على موقع فيلمافينيتي (الإسبانية)
- عودي يا ليتل شيبا على موقع قاعدة بيانات الأفلام السويدية (السويدية)
- عودي يا ليتل شيبا على موقع قاعدة بيانات الفيلم (الإنجليزية)
- عودي يا ليتل شيبا على موقع ليتربوكسد (الإنجليزية)

1. ↑  وصلة مرجع: http://www.imdb.com/title/tt0044509/. الوصول: 18 مايو 2016.
2. ↑  وصلة مرجع: http://www.filmaffinity.com/es/film569645.html. الوصول: 18 مايو 2016.
3. ↑  وصلة مرجع: https://www.oscars.org/oscars/ceremonies/1953.